# القانون الكنسي للكنيسة الأرثوذكسية الشرقية
\القانون الكنسي للكنيسة الأرثوذكسية الشرقية، في الكنيسة الأرثوذكسية الشرقية، القانون الكنسي هو معيار سلوكي يهدف إلى تطبيق العقيدة على المواقف العملية في الحياة اليومية للمسيحيين الأرثوذكس الشرقيين. على عكس القانون الكنسي للكنيسة الكاثوليكية الرومانية، يعتبر القانون الكنسي الأرثوذكسي الشرقي تصحيحيًا وليس توجيهيًا، مما يعني أنه تمت صياغته ردًا على أسئلة أو تحديات أو مواقف معينة.
يشير القانون الكنسي إلى التشريع الكنسي الذي يحكم حياة الكنائس الأرثوذكسية الشرقية. على الرغم من الإشارة إليه عمومًا باسم "القانون الكنسي"، إلا أن التقليد الأرثوذكسي الشرقي يميل إلى استخدام عبارة "تقليد الشرائع المقدسة". يختلف القانون الكنسي عن القانون العلماني في غرضه (خلاص الإنسان)، والزمان (ما وراء حياة الفرد الحالية)، والمكان (القواعد التي تحكم الكنيسة)، والنطاق (بما في ذلك الأخلاق). لم يتم تدوين القانون الكنسي للكنيسة الأرثوذكسية الشرقية، مما يعني أنه غير قابل للتطبيق عالميًا أو غير مقبول في جميع الكنائس.

## الكتاب المقدس الأرثوذكسي

### قانون الكتاب المقدس الأرثوذكسي
الكنيسة الأرثوذكسية الشرقية الحديثة لا تمتلك قانونًا كتابيًا رسميًا ومعتمدًا عالميًا. بل هناك بعض الالتباس بين الأرثوذكس الشرقيين بشأن الكتب التي تشكل بشكل صحيح قانون الكتاب المقدس
قبل أواخر القرن الرابع، كان لكل كنيسة مدينة "قانونها" المحلي الخاص بالكتاب المقدس، وهذه الشرائع المحلية تختلف من كنيسة مدينة إلى كنيسة مدينة --- بعض الشرائع المحلية بما في ذلك الكتب المستبعدة حاليًا من حاضرنا الكتاب المقدس (مثل رسالة كليمندس الأولى إلى أهل كورنثوس، أو رسالة برنابا، أو سفر أخنوخ، وما إلى ذلك)، وبعض الشرائع المحلية باستثناء الكتب المدرجة حاليًا في كتابنا المقدس الحالي (مثل رسالة يعقوب والعبرانيين). و2 بطرس، و2 و3 يوحنا، ويهوذا، والرؤيا). السبب في أن كنائس المدينة لديها شرائع محلية مختلفة هو أن كنائس المدينة لديها طقوس قداسية محلية مختلفة - أي أن الليتورجيا (شكل العبادة) في كنيسة المدينة في روما كانت مختلفة عن الليتورجيا (شكل العبادة) في القداس. كنيسة المدينة في كورنثوس، أو كنيسة المدينة في أفسس، أو أنطاكية، أو القدس، وما إلى ذلك. وشمل ذلك التقويم الليتورجي السنوي، حيث تحتفل كنائس المدينة المختلفة بأيام أعياد محلية مختلفة في أي تاريخ محدد.
وبما أن أيام الأعياد اختلفت كذلك اختلفت القراءات المقابلة لتلك الأيام؛ وبما أنه لم يكن هناك سوى عدد كبير جدًا من القراءات الليتورجية (من العديد من الكتب القانونية) التي يمكن أن تحصل عليها كنيسة المدينة في سنة معينة، فقد أدى ذلك إلى الحد من عدد الكتب في القانون المحلي لكنيسة المدينة تلك.

## اسفار متنزعة عليها في كنيسة الأرثوذكسية الشرقية

### مزمور 151
الكنيسة الشرقية تقبل المزمور 151 كقانوني ولكن الرومان الكاثوليك والبروتستنت ومعظم اليهود يعتبروه ابكريفي ولكنه يوجد في شاهد بعض الاناجيل الكاثوليكية ومثال ايضا بعض نسخ الفلجاتا اللاتيني وبعض التراجم القانونية مثل النه القياسية المراجعة الحديثة.

### رؤيا يوحنا
في الليتورجيا الأرثوذكسية اليونانية، لم يقرأوا أبدًا من سفر الرؤيا. ولهذا السبب، فإن العديد من اليونانيين المعاصرين سوف يزعمون أن سفر الرؤيا "ليس قانونياً".... لأنهم لا يقرؤون منه في قداسهم اليوناني. الآن، حقيقة أن الكنيسة الأرثوذكسية الروسية تقرأ من سفر الرؤيا في قداسها الروسي هي أمر لا علاقة له بالموضوع. لذا، بالنسبة للأرثوذكس الشرقيين، فإن كلمة "قانوني" لا تشير حقًا إلى قانون قانوني متفق عليه عالميًا، ولكن إلى الممارسة الإقليمية المشتركة لكنائس محددة. لسوء الحظ، أدى هذا ببعض الأرثوذكس اليونانيين والأرثوذكسية المعاصرين إلى الادعاء بأن سفر الرؤيا "غير موحى به" و/أو "غير ملزم" لهم،

### سفر المكابيين الثالث
تم العثور على سفر المكابيين الثالث في معظم الأناجيل الأرثوذكسية كجزء من الكتب القانونية الثانية، لكن البروتستانت والكاثوليك واليهود يعتبرونه ملفقًا. وهو يروي قصة اضطهاد يهود الإسكندرية ومصر في عهد بطليموس الرابع فيلوباتور (222-205 قبل الميلاد)

### سفر المكابيين الرابع
فإن الكتب المقدسة الأرثوذكسية الشرقية والإثيوبية تتضمن المكابيين الأربعة.طبعت الكنائس الأرثوذكسية اليونانية والجورجية المكابيين الأربعة في الكتاب المقدس مع بقية العهد القديم، مما يعني أنهم اعتبروا المكابيين الأربعة رسميًا "قانونيًا"

### سفر إسدراس الأول
سفر إسدراس الأول هو كتاب من الترجمة السبعينية اليونانية للكتب المقدسة العبرية. إلى حد كبير تلخيص لنصوص الكتاب المقدس الأخرى، ويعتبر قانونيًا في الأرثوذكسية الشرقية والمشرقية، ولكنه يعتبر ملفقًا من قبل اليهود والكاثوليك ومعظم البروتستانت